# Guislabert I de Barcelona
Guislabert I de Barcelona (? - 5 de desembre de 1062) fou per regència vescomte de Barcelona (1020-1041) i bisbe de Barcelona (~1034-1062). Segon fill del vescomte Udalard I de Barcelona i de Riquilda de Barcelona i, per tant, net del comte de Barcelona Borrell II per línia materna. El seu germà Bernat succeí el seu pare a la seva mort el 1014, però va morir jove i deixà un fill menor d'edat, Udalard II. Guislabert regí el vescomtat en nom del seu nebot Udalard, fins que li traspassà el govern el 1041.
Tot i ser casat i pare de tres fills, fou elegit bisbe de Barcelona el 1034. En aquests anys el clan vescomtal es va oposar violentament al comte de Barcelona. Guislabert i el seu nebot dirigiren un avalot contra Ramon Berenguer I, donà suport a la revolta del seu cosí Mir Geribert i atacaren el palau comtal des de la seu de Barcelona. El 1052 van fer les paus. Va acabar i consagrar la catedral romànica de Barcelona el 1058.